# Joseph Albert Bacler d’Albe

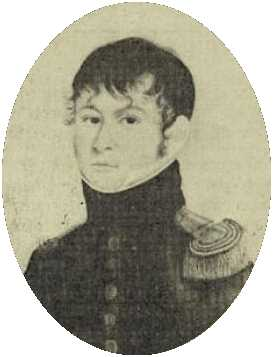
Joseph Albert Bacler d’Albe

Joseph Albert Bacler d’Albe ([båk´laiʀ dålb]) (auch José Alberto genannt, * 22. Juli 1789 in Sallanches, Savoyen; † 29. Dezember 1824 in Valparaíso, Chile), war ein französischer Militärtopograf.

## Leben
Er war das älteste Kind des Militärtopographen und Generalstabsoffiziers in den napoleonischen Armeen Louis Albert Guislain Bacler d’Albe. Nach der Restauration emigrierte er nach Chile. In Südamerika gilt er als der Begründer der dortigen Militärtopographie.